# Samding
Samding is een Tibetaans boeddhistisch klooster in het arrondissement Nakartse in de prefectuur Lhokha (Shannan) in de Tibetaanse Autonome Regio, voormalig U-Tsang. Het klooster ligt aan de oever van het meer Yamdrok.
Samding werd vermoedelijk tegen het eind van de 13e eeuw gesticht en was het enige klooster met een vrouwelijke abt, de Dorje Phagmo. Het klooster werd volledig verwoest tijdens de Culturele Revolutie (1966-67) in de Volksrepubliek China. In 1985 werd begonnen met de wederopbouw; rond 1990 verbleven er weer rond 50 nonnen.
Het klooster inspireerde de schrijver Lionel Davidson tot het schrijven van zijn roman The rose of Tibet uit 1962. Hierin beschrijft hij het fictieve klooster met de naam Yamdring.